# Гимади, Хайри
Хайрутдин Гимадеевич Гимадутдинов (тат. Хәйретдин Гыймадетдин улы Гыймадетдинов), более известный под именем Хайри Гимади (тат. Гыймади Хәйри) (1912, дер. Молвино — 1961, Казань) — историк, педагог и общественный деятель, представитель советской историографической школы. Один из авторов двухтомного издания «История Татарской АССР» и ответственный редактор его первого тома. Сторонник булгаро-татарской теории этногенеза татар. Кандидат исторических наук (1949).
Основные труды по истории Волжской Булгарии, Золотой Орды, Казанского ханства и Татарской АССР, этногенезу татарского народа.

## Биография

### Детство и юность

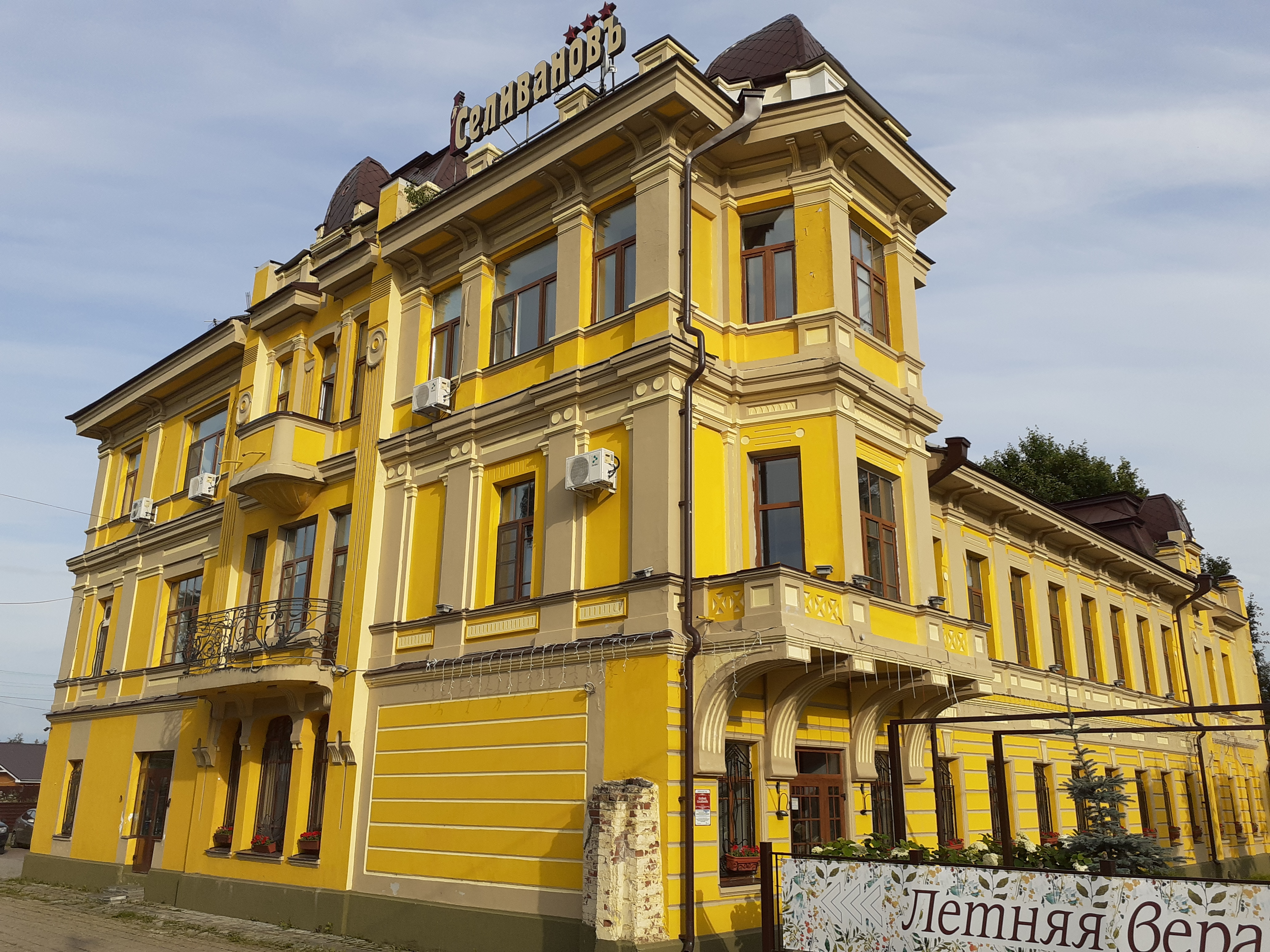
Ростов. Бывший дом купца и промышленника А. П. Селиванова, в котором располагался детский дом № 1

Хайрутдин Гимадутдинов родился 1 сентября 1912 года в деревне Молвино Косяковской волости Свияжского уезда Казанской губернии (ныне Зеленодольского района Республики Татарстан) в семье крестьянина-бедняка. Татарин.
Его отец, Гимадутдин, которого в деревне знали исключительно по прозвищу «кара» (чёрный), был батраком. Каждый полевой сезон он уезжал на заработки в соседние губернии. Мать вела домашнее хозяйство, в котором была корова и несколько кур, и занималась воспитанием шестерых детей. У Хайрутдина был старший сводный брат Шараф (1905 г.р.), старшая сестра Хадича (1908 г.р.), и три младшие сестры: Халима (1914 г.р.), неизвестная (1916 г.р.) и Зайнаб (1918 г.р.).
Родители были неграмотными, но хотели дать своим сыновьям образование. В шесть лет Хайрутдин начал учёбу в медресе муллы Хабира. Мулла преподавал лишь арифметику и коран, да и то на арабском языке, который Хайрутдин не знал, поэтому учёба в медресе мало что дала ему в плане образования. В 1920 году отец скоропостижно скончался, и учёбу пришлось оставить. Семья, лишившаяся источника существования, выживала лишь тем, что старшим детям, Шарафу, Хадиче и Хайрутдину, удавалось добыть, прося подаяние. Но продолжалось это недолго. В 1921 году в Поволжье начался массовый голод. В августе 1921 года мать вынуждена была отправить сыновей на поиски пропитания.
В октябре 1921 года братья добрались до села Угодичи Ярославской губернии. Шараф нанялся работником в хозяйство местного зажиточного крестьянина, а Хайрутдин по дворам просил подаяние. За полгода им удалось собрать три мешка хлеба. В мае 1922 года они вернулись в Молвино, где узнали что мать и, вероятно, две сестры умерли от голода. Сестёр Халиму и Зайнаб приютили родственники. Оставив двухлетнюю Зайнаб в детском приюте в Казани, Шараф, Хайрутдин и Халима речным пароходом отправились в Ярославскую губернию, где их пути разошлись. Осенью 1922 года Хайрутдин оказался в Ярославском детском приёмнике-распределителе, откуда в конце октября того же года был направлен в детский дом № 1 города Ростова. В документах этого периода он значился под фамилией Альмантин.
В новом, 1923, учебном году Хайрутдин начал учёбу в 1-й Общеобразовательной школе города Ростова. Поначалу учёба давалась тяжело из-за незнания русского языка. Но за год он сумел освоить язык и наверстал отставание от одноклассников. В мае 1924 года был принят в пионеры. По окончании начальной школы в 1926 году был переведён в детский дом города Свияжска. Продолжая учёбу в средней школе, с 1927 года начал работать наборщиком в типографии Свияжского райисполкома. В том же году вступил в комсомол, а в 1929 году был избран членом бюро Свияжского райкома комсомола. Благодаря активному участию в комсомольском движении в 1930 году по развёрстке Центрального комитета ВЛКСМ был направлен на учёбу в Восточно-педагогический институт (город Казань).

### Студенчество и педагогическая деятельность
В 1933 году Х. Г. Гимадутдинов окончил историческую секцию историко-экономического отделения Казанского государственного педагогического института и получил квалификацию педагога по историко-экономическим дисциплинам в рабфаках, техникумах и школах повышенного типа. В сентябре того же года поступил в аспирантуру на кафедру истории СССР КГПИ. Одновременно начал преподавать в альма-матер, к 1941 году пройдя путь от ассистента и старшего преподавателя до исполняющего обязанности доцента кафедры Истории СССР. Также читал лекции в Казанском институте марксизма-ленинизма и Областной колхозно-кооперативной советской партийной школе при Татарском обкоме ВКП(б).
В этот же период времени Гимадутдинов под руководством профессора Н. Н. Эльвова приступил к написанию кандидатской диссертации, но завершить её не успел. В феврале 1935 года его научный руководитель был арестован по обвинению в участии в контрреволюционной троцкистско-зиновьевской группе московских историков. Вслед за этим в пединституте начались проверки среди профессорско-преподавательского и студенческого состава. Все, кто был связан с Эльвовым, вынуждены были отрекаться от него и «каяться» в том, что не смогли разглядеть его контрреволюционную деятельность. Как вспоминала Евгения Гинзбург, до недавнего времени преподававшая в вузе, а затем сотрудничавшая с Эльвовым в газете «Красная Татария», «залы и аудитории превратились в исповедальни,… поток раскаяний ширился с каждым днём». Атмосфера была настолько тяжёлой, что Гинзбург думала о самоубийстве. Среди «раскаявшихся» оказался и Хайри Гимади. Тем не менее, его исключили из ВЛКСМ «за связь с троцкистом» и восстановили только после апелляции с вынесением строгого выговора с предупреждением «за примиренчество к антисоветским разговорам отдельных студентов». Ситуация едва не повторилась в 1938 году, когда Гимади получил анонимное письмо, что группа студентов второго курса планирует написать на него донос с обвинениями в троцкизме и национализме. В связи с этим он вынужден был обращаться за защитой в ЦК ВКП(б).
С началом Великой Отечественной войны многие сотрудники КГПИ ушли на фронт. Х. Гимади в действующую армию не призывали из-за плохого зрения. В 1941 году он был назначен деканом исторического факультета. В том же году, вероятно в октябре, он был призван в войска НКВД СССР в качестве старшего оперуполномоченного и до февраля 1942 года руководил коллективом истфака на строительстве оборонительных сооружений Казанского обвода. В 1945 году Х. Г. Гимади был награждён медалью «За доблестный труд в Великой Отечественной войне».
В феврале 1942 года он вернулся в Казань, но уже в мае был командирован в Куйбышев, где с октября 1942 года по январь 1943 года проходил обучение в Высшей дипломатической школе Наркомата иностранных дел. По воспоминаниям родственников Хайри Гимади готовили для дипломатической работы на турецком направлении, но в связи с изменением внешне-политической обстановки необходимость в этом отпала. Всем, кто проходил обучение в школе, было предложено подать прошение об освобождении от службы.

## Научная деятельность
В марте 1943 года Хайри Гимади был направлен на работу в Татарский научно-исследовательский институт языка, литературы и истории при Совете министров Татарской АССР в качестве старшего научного сотрудника сектора истории. С этого времени его деятельность была связана с научной работой по исследованию истории Татарстана. В январе 1946 года он возглавил работу сектора истории ИЯЛИ Казанского филиала Академии наук СССР. В 1949 году Гимади под научным руководством академика Б. Д. Грекова завершил работу над кандидатской диссертацией по теме «Народы Булгарии под игом Золотой Орды (в связи с этногенезом казанских татар)». Защита диссертации прошла 23 мая 1949 года в Институте истории Академии наук СССР. Диссертация получила высокую оценку Учёного совета.
Х. Гимади ― представитель советской историографической школы. Его труды написаны по марксистской методологии и в парадигме идеологии советского государства. В связи с этим он не избежал резкой критики со стороны современных исследователей за конформизм, искажение истории татарского народа и чёткое следование официозным предписаниям. Но критика не учитывает тот факт, что труды Х. Гимади создавались в период борьбы сталинского режима с космополитизмом и буржуазным объективизмом. Как отметила исследователь научного наследия Х. Гимади кандидат исторических наук А. Т. Галимзянова в этих условиях «советскому человеку зачастую приходилось переступать нравственные границы и идти на поводу системы, чтобы выжить».
Образование Татарской АССР в 1920 году способствовало росту национального самосознания и, как следствие, пробуждению интереса к истории древнего татарского народа. В 1920-е годы, в период относительного идеологического суверенитета, национальная татарская историография пополнилась трудами Газиза Губайдуллина, Джамала Валиди, М. Г. Худякова и других. Вышли работы Галимжана Ибрагимова и Мингарея Сагидуллина о революционных событиях в Татарстане и первых годах советской власти. Но уже к началу 1930-х годов политика советского государства стала смещаться в сторону идеологизации гуманитарных наук. Научные изыскания гуманитариев, не вписывающиеся в рамки марксистско-ленинской философии, объявлялись антибольшевистскими, мелкобуржуазными, эсеровскими, а их авторы подвергались публичной обструкции. С началом борьбы с национал-уклонизмом многие учёные были репрессированы. Основной удар сталинских репрессий 1937―1938 годов пришёлся по Татарской АССР, которая к этому времени превратилась в ведущий региональный научный кластер, объединявший 24 научно-исследовательских института. Среди арестованных в этот период времени были ведущие учёные-гуманитарии республики Галимзян Шараф, Газиз Губайдуллин, Михаил Корбут, Джамал Валиди, Салахеддин Атнагулов, Хади Атласи, Николай Эльвов, Евгения Гинзбург.
В начале 1940-х годов историческую науку в Татарстане пришлось возрождать практически с нулевой отметки, но уже под контролем политических органов страны. Одним из первых представителей национальной научной среды, занявшихся изучением истории Татарской АССР был Хайри Гимади. Одной из заметных публикаций этого периода времени стала его статья «Некоторые вопросы истории Татарии». Будучи убеждённым булгаристом, Хайри Гимади в статье подчёркивает особое влияние протоболгар, успевших до монгольского завоевания создать на берегах Камы цивилизованное национальное государство, на формирование татарского этноса, его культуру и быт. В то же время Золотая Орда представлена как агрессивное варварское псевдогосударство, которое не принесло народам Среднего Поволжья ничего, кроме разрушения. По его мнению, Казанское ханство, предшественник Татарской АССР, возникло на развалинах Болгарского царства, а создали его протоболгары и «татары, мигрировавшие с юга». В данной статье Гимади также первым предложил периодизацию истории Татарстана с древнейших времён до XVIII века.
Несмотря на то, что в начале 1940-х годов политические репрессии в СССР ослабли, власти страны продолжали пристально следить за деятельностью национальных научных кадров, пресекая малейшие попытки выйти за рамки идеологических догм. В этом плане показательна история создания и публикации двухтомного издания «История Татарской АССР», призванного стать учебным пособием для школ Татарстана по истории родного края. Активная работа над монографией началась в 1943 году. К середине 1944 года макет первого тома был готов. Тема по древнему периоду была раскрыта Н. Ф. Калининым, по периоду Волжской Булгарии ― Б. Д. Грековым, по периоду монгольского завоевания ― Х. Г. Гимади, по Казанскому ханству ― А. С. Башкировым, по началу XX в. — А. А. Тарасовым. Предварительный материал с одобрения первого секретаря Татарского обкома ВКП(б) В. Д. Никитина решено было опубликовать под заголовком «Очерки по истории Татарии». Однако подготовленные к печати статьи вызвали сильное раздражение в Кремле. Камнем преткновения между властью и казанскими историками стала интерпретация последними событий, изложенных в татарском народном дастане «Идегей».
Х. Гимади, вслед за Наки Исанбетом, представил главного героя эпоса, имевшего реальный исторический прототип, национальным героем татарского народа, который вёл непримиримую борьбу с Золотой Ордой. Как вспоминал поэт С. И. Липкин, осуществивший перевод дастана на русский язык и по роду деятельности контактировавший с работниками аппарата ЦК ВКП(б), И. В. Сталин с большим подозрением относился к восточным эпосам, считая их рассадниками панисламизма, а деятелей науки и культуры, возвеличивающих национальные эпосы, — агентами мусульманских стран, которых необходимо уничтожать как «недобитых восточных буржуазных националистов». Для проверки деятельности ИЯЛИ в Казань была направлена специальная комиссия ЦК ВКП(б), которая выявила, «что в Казанском институте языка, литературы и истории по существу не занимались действительной разработкой вопросов истории, а занимались воспроизведением националистической установки как в области истории литературы, искусства, так и в своей политической деятельности и консультативной» и вскрыла «в трудах отдельных татарских историков и литераторов серьёзные ошибки буржуазно-националистического характера, выразившиеся в идеализации Золотой Орды и ханско-феодального эпоса об Идегее». 9 августа 1944 года вышло постановление ЦК ВКП(б) «О состоянии и мерах улучшения массово-политической и идеологической работы в Татарской партийной организации», которое предписывало Татарскому обкому ВКП(б) провести идеологическую «проработку» сотрудников института.
В октябре 1944 года обкомовская комиссия подтвердила, что «Центральный Комитет партии действительно правильно вскрыл недостатки и ошибки» в работе института. По результатам проверки директор института Х. Х. Ярмухаметов, пытавшийся отстаивать позиции своих сотрудников, был отстранён от должности. Хайри Гимади, как ответственный редактор первого тома «Истории» и автор статей, подвергшихся наиболее жёсткой критике, рестрикций избежал, публично «покаявшись» в политической близорукости и в том, что «находился в плену, по сути дела, националистической позиции и настроений, которые складывались в институте». Гимади вынужден был признать, что институт не просто допустил грубейшие ошибки, а даже извратил историю татарского народа, изображая Золотую Орду как высококультурное татарское государство, отожествляя современный татарский народ с тогдашним пониманием названия татар. По мнению историка Б. Ф. Султанбекова «дело Идегея» было частью хорошо спланированной кампании по идеологической депортации татар.
Татарский обком ВКП(б) постановил продолжить работу над «Очерками по истории Татарской АССР» с учётом требований, изложенных в постановлении ЦК ВКП(Б) от 9 августа 1944 года и завершить её к концу 1945 года. Но после разгрома, учинённого партийными органами в ИЯЛИ, работа продвигалась медленно. В марте 1945 года бюро обкома приняло постановление «О состоянии работы по составлению „Очерков по истории Татарской АССР“», в котором работа института была признана неудовлетворительной. Секретарю обкома ВКП(б) по пропаганде С. Ш. Гафарову было поручено установить систематический контроль за работой института. Месяц спустя была организована комиссия под руководством доктора исторических наук А. П. Кучкина, в задачу которой входило помочь казанским коллегам «перестроиться». Работа над монографией была завершена к концу 1946 года. Рукопись под заголовком «Материалы по истории Татарской АССР» была направлена на цензурирование в Москву, в Институт истории Академии наук СССР, где была одобрена к печати, но в данном виде так и не была издана. В 1948 году коллектив ИЯЛИ вновь попал в опалу за недостаточную приверженность материалистическо-классовой теории Марра о происхождении языков. В духе новых веяний Хайри Гимади, как ответственный редактор, вынужден был отредактировать уже готовый первый том «Истории Татарской АССР», издание которого было запланировано на 1949 год. Но в июне 1950 года вышла статья В. И. Сталина «Марксизм и вопросы языкознания», в которой марризм объявлялся антинаучным учением, и всю работу пришлось делать заново.
К началу 1951 года оба тома «Истории Татарской АССР» были завершены с учётом новых идеологических установок. I том монографии (с древнейших времён до Октябрьской революции) был подписан в печать 27 марта 1951 года и издан тиражом в 10 тысяч экземпляров. Однако его допуску к массовому читателю вновь помешали сотрудники Татарского обкома ВКП(б), усмотревшие в издании восхваление «буржуазно-националистического движения джадидизма». Поставленный перед необходимостью вновь корректировать уже отпечатанный том, Х. Гимади не преминул обвинить партаппаратчиков в том, что они не дали чёткого и своевременного разъяснения позиции, которой должны были придерживаться авторы. Пока коллектив авторов монографии делал очередную «работу над ошибками», в газете «Советская Татария» была опубликована явно заказная статья И. М. Ионенко и П. В. Абрамова «Об историческом значении присоединения Татарии к Русскому государству», в которой авторы отметили, что в «Истории Татарской АССР» не отражено «социально-экономическое содержание прогрессивности присоединения народностей Среднего Поволжья к русскому государству» и «не подчеркивается реакционная сущность политического строя Казанского ханства». Они также указали на неправомерность употребления таких слов как «покорение» и «завоевание» применительно к народам Среднего Поволжья, что авторам монографии следовало бы писать «об объединении и сближении с великим русским народом, в обстановке нараставшей агрессии со стороны Турции и Крыма» и о развитии «экономических, торговых и культурных связей с быстро растущим Русским государством». Примечательно, что оба этих автора ранее участвовали в обсуждении «Истории Татарской АССР» и рекомендовали её к печати. Более того, И. М. Ионенко прежде занимал иную позицию и ещё в 1949 году критиковал Х. Гимади за то, что он «не видит специфики властвования золотоордынской знати в Камской Булгарии и особенностей культурно-хозяйственного развития Золотой Орды». После публикации статьи Ионенко и Абрамова весь тираж первого тома «Истории Татарской АССР» был изъят и уничтожен. В переработанном виде он увидел свет только в 1955 году, а второй том был издан в 1960 году.
Если научные работы Хайри Гимади подвергаются критике со стороны современных исследователей, то эпистолярное наследие историка продолжает сохранять актуальность. Сохранившиеся письма Гимади содержат важные факты о жизни и деятельности научной интеллигенции Татарстана в период сталинизма, характеризуют взаимоотношения власти и научного сообщества, вскрывают сложившуюся в годы «большого террора» атмосферу в научно-просветительских коллективах, а также объясняют мотивы поведения человека и причины примиренчества в условиях сталинских репрессий. Дневниковые записи Гимади представляют интерес для исследователей массового голода в Поволжье, проблемы детской беспризорности и повседневной жизни человека в первые годы Советской власти.
За многолетнюю научную, педагогическую и общественную деятельность в 1950 году Хайри Гимади был награждён орденом Трудового Красного Знамени. 1 декабря того же года решением Президиума Академии наук СССР он был утверждён старшим научным сотрудником АН СССР по специальности «История Татарии». Во второй половине 1950-х годов Гимади начал работу над докторской диссертацией по теме «Присоединение Татарии к русскому государству и его историческое значение», которую планировал завершить в 1959 году. Но диссертация осталась незаконченной. 11 октября 1961 года Хайри Гимади скончался в возрасте 49 лет.

## Общественная деятельность
Научную и педагогическую деятельность Хайри Гимади сочетал с активной общественно-политической работой. Член ВЛКСМ с 1927 года, в период с 1933 по 1936 год являлся секретарём комсомольской организации Казанского педагогического института, а в 1936 году назначен инструктором Татарского обкома ВЛКСМ. В 1939 году избирался депутатом Молотовского районного Совета города Казани.
Вступив в ВКП(б) в 1941 году, Х. Гимади в 1943 году был назначен внештатным лектором Татарского обкома партии. В 1943—1946 годах являлся секретарём парторганизации Института языков, литературы и истории. Кроме того, во время выборов в Верховные Советы СССР, РСФСР и ТАССР (1937, 1938 и 1946) назначался доверенным лицом по избирательному участку.
С 1948 года Хайри Гимади ― член Татарского отделения Всесоюзного общества по распространению политических и научных знаний. В 1950—1958 годах был членом редакционной коллегии журнала «Совет әдәбияты» («Советская литература»), печатного органа Союза писателей Татарской АССР.

## Семья
- Супруга Марьям Абдрахмановна, в девичестве Шайдуллина (1916?―1973)[37][38].
- Дети — Рудольф (род. 05.08.1934), Эдуард (род. 04.01.1937), Асия (род. 11.01.1942) и Галия (род. 23.02.1954)[16].

## Основные публикации
- История Татарской АССР / Ред. коллегия: Н. И. Воробьев., Х. Г. Гимади (отв. ред.) и др. — Казань: Таткнигоиздат, 1955. — Т. I: С древнейших времен до Великой Октябрьской социалистической революции. — 550 с.
- История Татарской АССР / Х. Г. Гимади, И. М. Климов, Ш. Ф. Мухамедъяров и др. — Казань: Таткнигоиздат, 1960. — Т. II: От Великой Октябрьской социалистической революции до наших дней. — 584 с.
- Гимади Х. Г. Об употреблении названия "татары" (в исторической литературе). — 1954. — 116 с.
- Гимади Х. Г., Мухарямов М. К. Советская Татария ― детище Октября: (Попул. ист. очерк). — Казань: Таткнигоиздат, 1957. — 174 с. — (К 40-летию Великой Октябрьской социалистической революции).
- Гимади Х. Г. Народы Среднего Поволжья в период господства Золотой Орды // Материалы по истории Татарии. Вып. 1: Сборник статей / Отв. ред. доц. И. М. Климов. — Казань: Татгосиздат, 1948. — 488 с.
- Гимади Х. Г. О трудах К. Насыри в области исторических и археологических материалов // Каюм Насыри: 1825-1945: Материалы науч. сессии, посвящ. 120-летию со дня рождения / Редколлегия: доц. М. Х. Гайнуллин, проф. д-р Н. И. Воробьев (отв. ред.) и др. — Казань: Татгосиздат, 1948. — 136 с.
- Гимади Х. Г. Историография Татарии // Очерки истории исторической науки в СССР. — М.: Изд-во Акад. Наук СССР, 1960. — Т. 2. — С. 820—825. — 862 с.
- Гимади Х. Г. Некоторые вопросы истории Татарии // Ученые записки. Вып. 4. — Казань: Казанский педагогический институт, 1941.